# Herbalife
Herbalife Ltd. (NYSE: HLF) - міжнародна компанія прямих продажів. Компанія продає різноманітні товари для збалансованого харчування, контролю ваги і догляду за зовнішністю. Заснована в 1980 році в США Марком Хьюзом. Компанію звинувачують у шахрайському керуванні пірамідальною схемою. Деякі продукти, які продає Herbalife, викликали гострий гепатит.

## Історія компанії
- 1980 - в лютому Марк Хьюз засновує компанію і продає первісну програму по зниженню ваги прямо зі свого автомобіля.
- 1986 - акції Herbalife починають торгуватися на біржі NASDAQ.
- 1988 - компанія розширюється, проведені семінари в Сполучених Штатах, Великій Британії, Австралії та Канаді.

2004 - акції компанії Herbalife котируються на Нью-Йоркській фондовій біржі (NYSE)

## Фінансові показники компанії
- 2005 - за даними на червень 2005 загальна вартість акцій компанії Herbalife оцінюється в 1,2 млрд доларів. Річний оборот компанії склав 2,6 млрд доларів.
- 2006 - за даними на серпень 2006 [8] загальна вартість акцій компанії Herbalife оцінюється в 2,063 млрд доларів. Річний оборот компанії за 2006 рік склав 3,1 млрд доларів США.
- 2010 - Обсяг роздрібних продажів компанії склав 4,3 млрд доларів США.
- 2011 - Обсяг роздрібних продажів компанії перевищив 5,4 млрд доларів США.
- В четвертому кварталі 2010 року обсяг продажів виріс на 16,1%, на тлі загального зростання у всіх шести регіонах діяльності компанії в порівнянні з аналогічним періодом минулого року.
- Чистий прибуток на акцію в четвертому кварталі склала $ 1,31, що на 33,7% перевищує показники аналогічного періоду минулого року.
- У минулому 2010 48,9% лідерів продажів підтвердили свій статус в порівнянні з 43% в 2009.
- Рада директорів затвердила суму квартального дивіденду на акцію в розмірі $ 0,25.
- Рада директорів затвердила дроблення акцій. Рішення знаходиться на схвалення у акціонерів.
- Обсяг чистої виручки за четвертий квартал збільшився на 17% в порівнянні з аналогічним періодом 2009 року. Чистий прибуток за квартал склав $ 81,0 мільйона або $ 1,31 на акцію (у 2009 році - $ 69,7 мільйона і $ 0,98 відповідно).

За підсумками 12 місяців, які завершилися 31 грудня 2010 року, компанія заявила про рекордний обсяг чистої виручки, яка збільшилася на 18% і склала $ 2,7 мільярда в порівнянні з аналогічним періодом 2009 року. Чистий прибуток компанії склав $ 297,0 мільйона, що демонструє збільшення на 43% порівняно з показником 2009 року, який склав $ 207,1 мільйона. Обсяг роздрібних продажів в 2010 році склав 4,3 млрд доларів США.
- Виплачено дивідендів на суму $ 53,7 мільйона
- Капітальні витрати склали $ 68,1 мільйона
- З грудня 2009 компанія скоротила зовнішній борг на $ 111,9 мільйона

2011 - Обсяг роздрібних продажів компанії склав $ 5,4 млрд. 
Рада директорів затвердила суму квартального дивіденду на акцію в розмірі $ 0,30. 
Обсяг чистої виручки за четвертий квартал збільшився на 17% в порівнянні з аналогічним періодом 2009 року. Чистий прибуток за квартал склав $ 81,0 мільйона або $ 1,31 на акцію (у 2009 році - $ 69,7 мільйона і $ 0,98 відповідно).
За підсумками 12 місяців, які завершилися 31 грудня 2011 року, компанія заявила про рекордне обсязі чистої виручки, яка збільшилася на 26% і склала $ 3,5 млрд у порівнянні з аналогічним періодом 2010 року. Чистий прибуток компанії склав $ 413 300 000 або $ 3,31 розбавлений прибуток на акцію, продемонструвавши збільшення на 35% і 37% порівняно з показниками 2010 року, які склали $ 305 600 000 і $ 2,42 відповідно. Таким чином, згідно звітності, прибуток на акцію в розмірі $ 3,30 збільшилася на 39% в порівнянні з 2010 роком. Обсяг роздрібних продажів в 2011 році склав $ 5,4 млрд.
- Виплачено дивідендів на суму $ 85,5 млн
- Капітальні витрати склали $ 90900000.
- 2012 - чиста виручка компанії склала 4,1 млрд доларів США.
- В четвертому кварталі в усьому світі спостерігалося зростання обсягу продажів на 18%, а також двозначний приріст в кожному з шести регіонів в порівнянні з аналогічним періодом минулого року. Чистий прибуток на акцію в четвертому кварталі в розмірі 1,05 долара США виросла на 22% в порівнянні з попереднім роком. Прогноз по чистому прибутку на акцію на 2013 фінансовий рік був в середньому збільшено з 4,45 до 4,65 долара США. У минулому 2012 51,8% лідерів продажів підтвердили свій статус.
- Рада директорів схвалила щоквартальний дивіденд у розмірі 0,30 долара США на акцію.

За повний фінансовий рік, що завершився 31 грудня 2012 року, компанія повідомила про рекордну чистій виручці в розмірі 4,1 млрд доларів США, що на 18% і на 20% обсягу продажів в окулярах більше, ніж у 2011 році. За той же період компанія отримала чистий прибуток у розмірі 477 200 000 доларів США або 4,05 на розбавленого акцію, що на 16% і 23% вище, відповідно, в порівнянні з результатами за 2011 рік у розмірі 412 600 000 доларів і 3,30 долара на розбавленого акцію.

## Керівництво
Міжнародне відділення компанії очолює Майкл О. Джонсон , який до приходу в Herbalife протягом 17 років входив до керівного складу Disney International і очолював цю корпорацію. Російський офіс очолює Стівен Кончі.
Паоло Джакомоні, фахівець з питань догляду за шкірою, призначений віце-президентом компанії Herbalife з питань зовнішнього живлення. Серед його завдань - розробка інноваційних продуктів для догляду за шкірою і волоссям. Д-р Джакомоні приходить в Herbalife з Есті Лаудером, де він пропрацював 13 років і де в останні роки обіймав посаду виконавчого директора з питань наукових розробок. На цій посаді він контролював наукові дослідження лінії продуктів Clinique і грав провідну роль в розробці численних продуктів, очолюючи виведення на ринок нових технологій і формулювання нових концепцій. До Есті Лаудер Джакомоні пропрацював 13 років в L'Oreal, займаючись науковими дослідженнями і розробкою продуктів.

## Діяльність компанії
В Лос-Анджелесі відкрито власний Науковий Центр Herbalife, а з 2003 року Herbalife фінансує роботу Лабораторії клітинного і молекулярного харчування ім. Марка Хьюза при Центрі харчування людини в Каліфорнійському університеті, яка займається вивченням властивостей рослин.
З 2008 року компанія почала публікувати результати клінічних досліджень своєї продукції, минулих в різних країнах: вченими Групи Досліджень Ожиріння в Університеті Ульма (Німеччина), в Центрі харчування людини при Каліфорнійському Університеті і в Національному Університеті Сеула. Дані результати були представлені в жовтні 2008 року на європейському Конгресі з питань ожиріння в Женеві (Швейцарія) і на щорічній зустрічі Наукового Товариства з питань ожиріння в Аризоні (США), а також опубліковані в ряді видань, зокрема в журналі Nutrition Journal та Міжнародному Журналі клінічної Практики в лютому 2009 року.
В 2010-11 роках проводилось клінічне випробування продукції компанії в Інституті харчування РАМН. Мета дослідження, що проводиться протягом 6 місяців за участю 90 осіб, полягала в оцінці клінічної ефективності та переносимості дієт, що містять високобілкові замінники їжі і застосовуваних для зниження маси тіла в осіб з ожирінням і надлишком маси тіла. У дослідженні взяли участь люди у віці від 21 до 60 років, що страждають зайвою вагою, але не мають серйозних проблем зі здоров'ям та інших протипоказань (вагітність, прийом препаратів для зниження ваги, втрата ваги більш 6 кг за півроку, що передують дослідженню та ін.).
Результати клінічного дослідження на базі Клініки НДІ харчування РАМН підтверджують, що програми зниження ваги з використанням продуктів Herbalife «Формула 1» і «Формула 3» порівняно зі стандартною низько калорійною дієтою більш ефективні для зниження жирової маси тіла, скорочення охоплення талії, а також забезпечують більш комфортний процес схуднення, а саме насичення і відсутність почуття голоду.
У квітні 2011 компанія представила споживачам першу продукцію, вироблену в Росії - лінію по догляду за тілом «Білий чай».

## Критика

### Фінансова піраміда
На тлі загальної критики мережевого маркетингу як такого, через його схожості з фінансовими пірамідами, в 2004 році в США компанія Herbalife звинувачувалася в створенні фінансової піраміди продажів. Щоб не доводити справу до суду, компанія виплатила суму в шість мільйонів доларів за відмову від судового розгляду, таким чином питання було врегульовано в позасудовому порядку. У справі фігурують прізвища 8700 дилерів.
У листопаді 2011 року Господарський суд Брюсселя, постановив, що Herbalife є незаконною схемою фінансової піраміди. Компанія подала апеляцію 8 березня 2012 року. 3 грудня 2013 року бельгійський апеляційний суд скасував постанову нижчого суду.
В Росії критикували нав'язливі прямі продажі, якими компанія активно займалася на початку 90-их.

### Хабарництво в Китаї
У 2019 році Міністерство юстиції США звинуватило двох співробітників Herbalife у підкупі китайських чиновників з метою придбання дозволів на продаж та впливу на розслідування по Herbalife. Їх також звинувачували в пропонуванні хабарів Китайській економічній мережі, щоб вплинути на їх висвітлення в ЗМІ. У відповідь Гербалайф виділила 40 мільйонів доларів на вирішення цих питань і розпочавла переговори як з Міністерством юстиції США, так і з SEC.

## Гепатотоксичність продуктів Herbalife
Починаючи з 1990-х років з'являлися публікації про можливу гепатотоксичність продуктів Herbalife. Гепатотоксичність продуктів Herbalife підтверджується незалежними дослідженнями. Знайдені підтвердження того, що продукти Herbalife можуть викликати печінкову недостатність, яка може призводити до смерті, якщо не зробити пересадку печінки. Лікарні в Ізраїлі, Іспанії, Швейцарії, Ісландії, Аргентині та США повідомили про ураження печінки в багатьох пацієнтів, які вживали продукти Herbalife.
У 2004 році міністр охорони здоров'я Ізраїлю розпочав розслідування продуктів Herbalife після того, як у чотирьох осіб, які вживали продукти Herbalife, було виявлено проблеми з печінкою. Компанію звинувачували у продажі продуктів, що містять токсичні інгредієнти.
Наукові дослідження у 2007 році проведене університетською лікарнею міста Берн у Швейцарії та відділенням печінки Медичного центру університету Хадасса-Іврит в Ізраїлі виявили зв’язок між споживанням продуктів Herbalife та гепатитом.

## Рекламні компанії
- Лос-Анджелес Гелаксі
- Стронґмен Олександр Конюшок
- Кароліна Костнер
- Шахтар Донецьк
- ФК БАТЕ
- Ляйсан Утяшева
- Кріштіану Роналду